# Fraternité étudiante
Cet article concerne les fraternités étudiantes. Pour les sociétés dites fraternité, voir Fraternité (société). Pour le lien moral, voir Fraternité.
Pour les articles homonymes, voir Sororité.

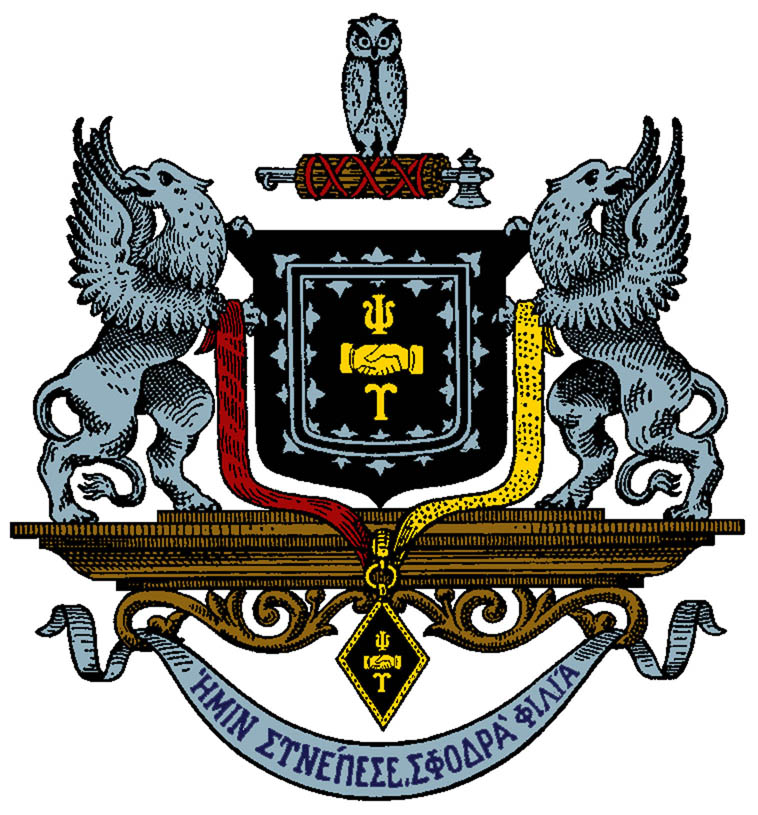
Armoiries des Psi Upsilon.

Fraternités et sororités (respectivement de frater et soror mots latins signifiant « frère » et « sœur ») sont des organisations fraternelles sociales pour les étudiants, essentiellement de premier cycle. En anglais, les termes fraternity et sorority se réfèrent principalement aux organisations des universités d'Amérique du Nord, bien qu'ils soient également appliqués à des groupes analogues européens, notamment en France et en Belgique. Des organisations semblables existent aussi pour les élèves du secondaire mais moins fréquemment. Dans une acception moderne, l'expression Greek letter organization (organisation à lettres grecques) est souvent synonyme de « fraternité » et « sororité » pour désigner ce type de confréries en Amérique du Nord.

## Nomenclature

Alphabet grec.

Les noms des confréries en Amérique du Nord se composent généralement de deux ou trois lettres grecques, souvent les initiales d'une devise grecque ou latine. Pour cette raison, les fraternités et sororités sont désignées par le terme englobant d'« organisation à lettres grecques » et décrites par l'adjectif « grec », comme on le voit dans des expressions comme la « communauté grecque » ou le « système grec ». Les membres se nomment les Greeks. Une fraternité ou sororité est souvent appelée aussi une « maison grecque » ou simplement « maison », des termes qui sont parfois trompeurs car ces confréries n'ont pas obligatoirement une véritable maison pour se réunir.
Plusieurs groupes n'utilisent toutefois pas des lettres grecques dans leur nom : Acacia à l'Université Michigan ou Farmhouse dans le Missouri en sont des exemples tout comme les très connus Skull and Bones à Yale.

## Fonctionnement
En règle générale, les organisations à lettres grecques ne sont pas mixtes. Les membres sont considérés comme actifs durant les années de premier cycle seulement, même si une exception notable à cette règle est traditionnellement le cas dans les fraternités afro-américaines (National Pan-Hellenic Council), « latinos » (National Association of Latino Fraternal Organizations), asiatiques et multiculturelles, dans lesquelles l'appartenance active se poursuit et dont les membres sont souvent initiés longtemps après l'obtention de leur diplôme de premier cycle.
Ces organisations à lettres grecques peuvent parfois être considérées comme des sociétés d'aide mutuelle dans la mesure où elles permettent d'offrir des activités extra-scolaires et sociales. Elles sont critiquées car elles entraînent souvent des comportements déviants : dénigrement du corps des nouveaux, consommation d'alcool, abus sexuels.

## Histoire
La première fraternité qui utilisait des lettres grecques fut créée le 5 décembre 1776 à Williamsburg en Virginie, plus particulièrement à l’Université William et Mary,. Il s’agit des Phi Beta Kappa, une société honorifique formée par un groupe étudiant autour du slogan « Love of Learning is the guide of life ». À la suite du succès de ce regroupement, des chapitres à Harvard, Yale et Dartmouth ont été créés. Ce sont les Phi Beta Kappa qui ont instauré les règles de la communauté grecque, telles que les noms en lettres grecques, les devises (exemple : In Hoc Signo Vinces, la devise des Sigma Chi), la discrétion, le rituel d'admission (le pledging), les sceaux, une poignée de main ou un signe secret.

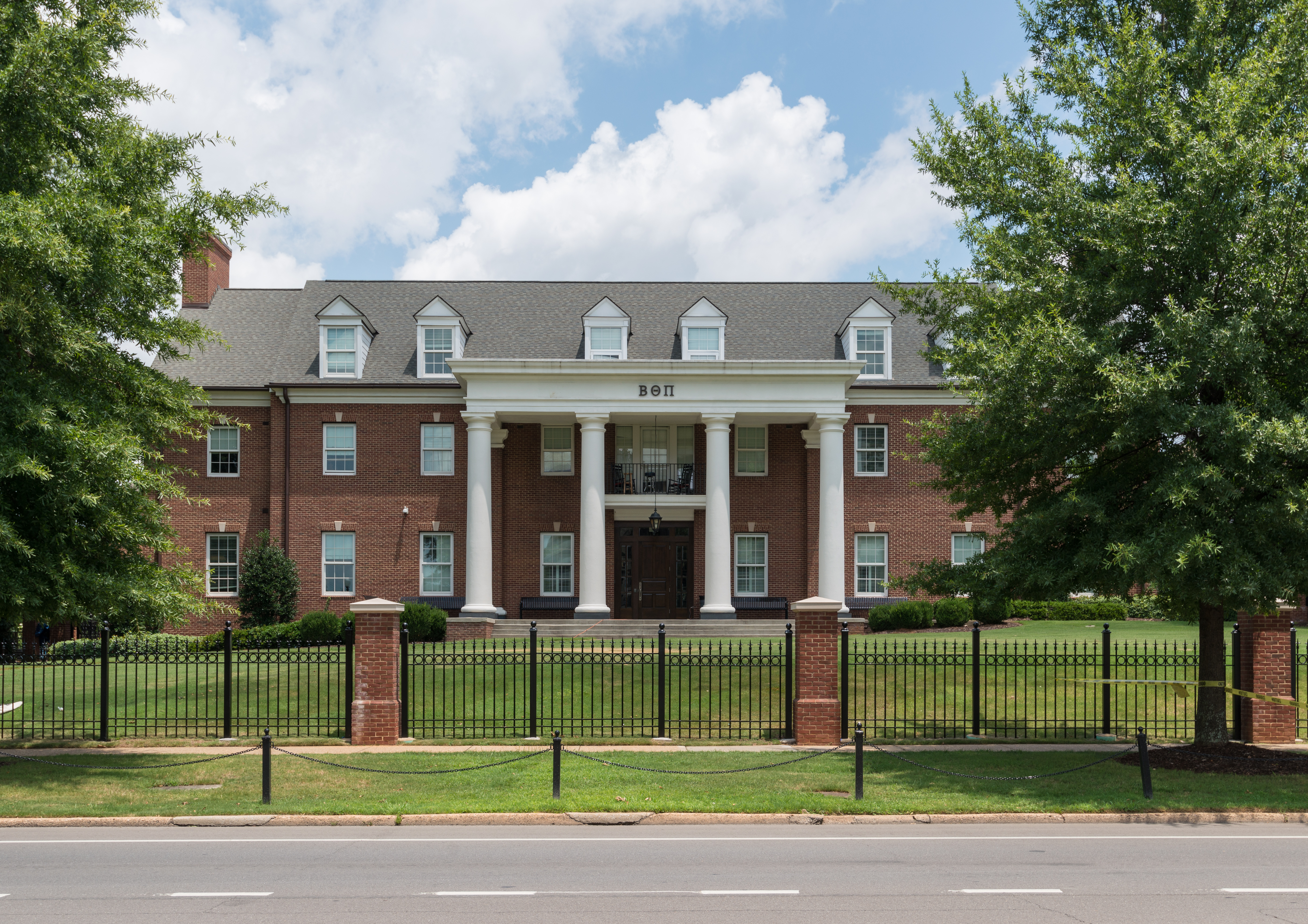
Maison des Beta Theta Pi, une fraternité étudiante aux États-Unis.

À la suite du succès de la fraternité et grâce aux liens et valeurs de ce cercle, elles se développent fortement dans le monde anglo-saxon à partir des années 1870, notamment dans les universités américaines. Elles constituent dès leur origine un cercle de socialisation important pour la bourgeoisie qui fréquentait ces établissements, leur créant un réseau et un esprit de camaraderie reposant sur la pratique du sport. Cette entraide se poursuit après les études, notamment par le biais des anciens élèves qui financent ces fraternités et constituent un cercle de fréquentation allant au-delà de la famille et du monde du travail. Le spécialiste des fraternités William Raimond Baird note ainsi que ces fraternités étaient des « cercles d'hommes cultivés qui autrement ne se seraient pas connus », d'où leur utilité. Outre le statut social gagné, ces fraternités étaient ensuite un terreau utile pour les affaires, de par les ramifications qu'elles engendraient, et ce en perpétuelle croissance. Ainsi, en 1889, la fraternité Bêta Thêta Phi était implantée dans seize villes puis cent-dix en 1912. En 1889, Delta Kappa Epsilon compte parmi ses membres six sénateurs, quarante parlementaires, ainsi que des personnalités comme Henry Cabot Lodge et Theodore Roosevelt ; en 1912 s'y ajoute dix-huit banquiers new-yorkais (dont J.P. Morgan), neufs notables de Boston ou encore trois directeurs de la Standard Oil. En 1909, la première conférence internationale sous le nom « North American Interfraternity Conference » (NIC) a eu lieu. Cette conférence donnait lieu à des actions coopératives, tout en laissant la liberté aux fraternités.

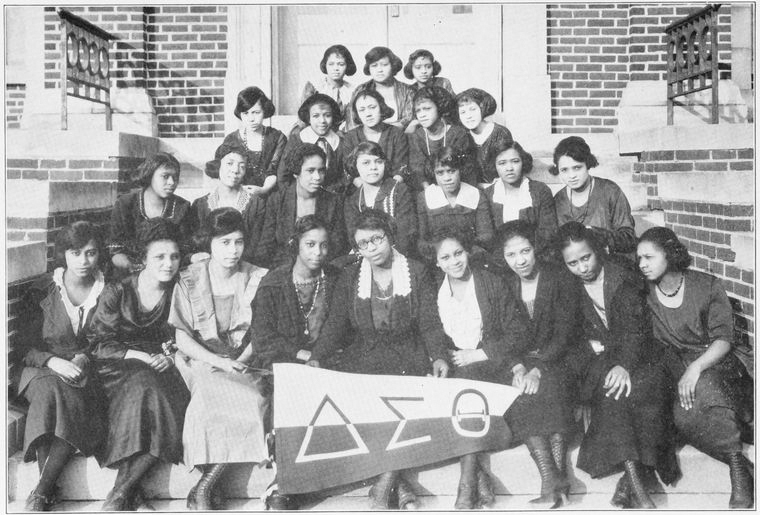
Delta Sigma Theta, la plus ancienne sororité afro-américaine des États-Unis, à l'université de Wilberforce en 1922.

La première « Fraternité de femme », portant le nom IC Sororis, a été créé le 28 avril 1867 dans l’Illinois. Cependant, la première avec un nom grec, les Kappa Alpha Theta, existe depuis le 27 janvier 1870. Le terme « Sororité » existe à partir de 1874 et s'applique à la Gamma Phi Beta. La fraternité Alpha Delta Phi s'était ouverte aux femmes en 1851.

## Liste des principales organisations à lettres grecques
(NIC) indique les membres de la North-American Interfraternity Conference (Conférence interfraternité nord-américaine).
(FFC) indique les membres du Fraternity Forward Coalition (Coalition Fraternité Forward).
(PFA) indique les membres du Professional Fraternity Association (Association de la fraternité professionnelle).
(NPC) indique les membres du National Panhellenic Conference (Conférence nationale panhellénique).
(NALFO) indique les membres du National Association of Latino Fraternal Organizations (Association nationale des organisations fraternelles latino-américaines).
(NAPA) indique les membres du National APIDA Panhellenic Association (Association panhellénique nationale APIDA).
(NPHC) indique les membres du National Pan-Hellenic Council (Conseil national pan-hellénique).

Attention ! Ces sujets ne sont pas assez notoires individuellement pour faire l'objet d'articles sur Wikipédia en français. Merci de ne pas remplacer les liens bleus vers Wikipédia en anglais par des liens rouges.
| Fraternités - Acacia (fraternité) 1904 (NIC) - Alpha Chi Rho 1895 (NIC) - Alpha Delta Gamma 1895 (NIC) - Alpha Gamma Omega 1927 - Alpha Delta Phi 1832 (NIC) - Alpha Epsilon Pi 1913 (FFC, anciennement NIC) - Alpha Gamma Rho 1908 (NIC et PFA) - Alpha Gamma Sigma (fraternité) 1923 (NIC) - Alpha Kappa Lambda 1914 (NIC) - Alpha Phi Delta 1914 (NIC) - Alpha Sigma Phi 1845 (FFC, anciennement NIC) - Alpha Tau Omega 1865 (NIC et FFC) - Alpha Phi Alpha 1906 (NPHC et NIC) - Alpha Phi Omega 1925 (fraternité de service) - Beta Theta Pi 1839 (NIC) - Beta Sigma Psi 1839 (NIC) - Chi Phi 1824 (NIC) - Chi Psi 1841 (NIC) - Delta Chi 1890 (NIC) - Delta Kappa Epsilon 1844 (NIC) - Delta Phi 1827 (NIC) - Delta Psi 1847 (NIC) - Delta Sigma Phi 1899 (NIC) - Delta Tau Delta 1858 (NIC) - Delta Upsilon 1834 (NIC) - FarmHouse 1898 (NIC) - Iota Phi Theta 1963 (NPHC et NIC) - Kappa Alpha Order 1865 (FFC, anciennement NIC) - Kappa Alpha Psi 1911 (NPHC et NIC) - Kappa Alpha Society 1825 (NIC) - Kappa Delta Phi 1900 (NIC) - Kappa Delta Rho 1905 (NIC) - Kappa Sigma 1868 (anciennement NIC) - Lambda Chi Alpha 1909 (anciennement NIC) - Lambda Phi Epsilon 1981 (NAPA et NIC) - Lambda Theta Phi 1975 (NIC, anciennement NALFO) - Mu Omicron Zeta 1992 (présente au Canada?) - Omega Psi Phi 1911 (NPHC) - Phi Beta Sigma 1914 (NPHC) - Phi Delta Theta 1848 (anciennement NIC) - Phi Gamma Delta 1848 (NIC) - Phi Kappa Psi 1852 (NIC) - Phi Kappa Sigma 1850 (NIC) - Phi Kappa Tau 1906 (NIC) - Phi Sigma Alpha 1928 (présente à Porto Rico) - Phi Kappa Theta 1889 (NIC) - Phi Lambda Chi 1925 (NIC) - Phi Mu Delta 1918 (NIC) - Phi Sigma Kappa 1873 (NIC) - Pi Kappa Alpha 1868 (NIC) - Pi Kappa Phi 1904 (NIC) - Pi Lambda Phi 1895 (NIC) - Pi Alpha Phi 1926 (NAPA) - Psi Upsilon 1833 (NIC) - Sigma Alpha Epsilon 1856 (NIC) - Sigma Alpha Mu 1909 (NIC) - Sigma Thêta Pi 2003 (présente en France et au Canada) - Sigma Chi 1855 (NIC) - Sigma Meta X 2022 (présente en France et Santa Fe) - Sigma Nu 1869 (NIC) - Sigma Phi 1827 (NIC) - Sigma Phi Delta 1924 (présente en France) (anciennement PFA) - Sigma Phi Epsilon 1910 (anciennement NIC) - Sigma Pi 1897 (NIC) - Sigma Tau Gamma 1920 (NIC) - Tau Delta Phi 1910 (NIC) - Tau Epsilon Phi 1910 (NIC) - Tau Kappa Epsilon 1899 (anciennement NIC) - Theta Chi 1856 (NIC) - Theta Delta Chi 1847 (NIC) - Theta Tau 1904 (ingénierie professionnelle) (PFA) - Theta Xi 1864 (FFC, anciennement NIC) - Triangle Fraternité 1907 (NIC) - Zeta Beta Tau 1905 (NIC) - Zeta Psi 1847 (NIC) - Alpha Xi Omega 1997 (1914 sous le nom de Alpha Kappa Lambda) [réf. nécessaire] - Beta Alpha Ducharo 2016 (créée en France) [réf. nécessaire] - Beta Sigma Delta 2010 (anciennement Sigma Pi Rho Gamma) (créée en France) [réf. nécessaire] - Delta Théta Xi 2012 (créée et présente au Québec) [réf. nécessaire] - Epsilon Delta Phi 2013 (créée et présente au Québec) [réf. nécessaire] - Lambda Sigma Alpha 2009 (créée en France à Rouen)[réf. nécessaire] - Sigma Xi Psi 2011 (créée en France) [réf. nécessaire] - Sigma Gamma Lambda (créée personnelle ) - Sigma Gamma 2010 (créée et présente en Suisse) [réf. nécessaire] - Sigma Sigma Lambda Iota Pi (présente en France)[réf. nécessaire] | Sororités - Alpha Chi Omega 1885 (NPC) - Alpha Delta Pi 1851 (NPC) - Alpha Epsilon Phi 1909 (NPC) - Alpha Gamma Delta 1904 (NPC) - alpha Kappa Delta Phi 1990 (NAPA) - Alpha Omicron Pi 1897 NPC) - Alpha Phi 1872 (NPC) - Alpha Delta Chi 1925 (Christian) - Alpha Kappa Alpha 1908 (NPHC) - Alpha Sigma Alpha 1901 (NPC) - Alpha Sigma Tau 1899 (NPC) - Alpha Xi Delta 1893 (NPC) - Chi Omega 1895 (NPC) - Delta Delta Delta 1888 (NPC) - Delta Gamma 1873 (NPC) - Delta Phi Epsilon 1917 (NPC) - Delta Zeta 1902 (NPC) - Delta Sigma Theta 1913 (NPHC) - Gamma Phi Beta 1874 (NPC) - Kappa Alpha Theta 1870 (NPC) - Kappa Delta 1897 (NPC) - Kappa Kappa Gamma 1870 (NPC) - Phi Mu 1852 (NPC) - Phi Sigma Sigma 1913 (NPC) - Pi Beta Phi 1867 (NPC) - Sigma Delta Tau 1917 (NPC) - Sigma Gamma Rho 1922 (NPHC) - Sigma Kappa 1874 (NPC) - Sigma Omicron Pi 1930 - Sigma Phi Omega 1949 - Sigma Sigma Sigma 1898 (NPC) - Theta Phi Alpha 1912 (NPC) - Zeta Phi Beta 1920 (NPHC) - Zeta Tau Alpha 1898 (NPC) - Zeta Lambda Zeta 2010 (1re Sororité Francophone) - Zeta Theta Xi 2010 (crée à Ottawa, Canada) - Nu Delta Mu 2011 (présente au Canada et en France, sororité bilingue français-anglais) - Delta Thêta Pi (créée en France) [réf. nécessaire] |

## Hors de l'Amérique du Nord
À l'écoles d'ingénieurs d’Arts et Métiers, il existe des regroupements semblables aux fraternités et sororités nommés « familles ». Il s'agit de groupes composés d'étudiants venant de chaque promotion d'une école ; il y a généralement de deux à cinq étudiants par promotion dans une même famille. Chaque élève « Ancien » est le parrain d'un élève d'une promotion plus récente. Cette suite de parrainages fait l'objet de relations durables qui perdurent dans le temps bien au-delà de la scolarité. Les valeurs des familles sont la fraternité et l'entraide (notamment pour les cours). Des repas entre familles et des soirées sont également organisées.

## Dans la culture populaire
- Des fraternités apparaissent dans la série de films American Pie, notamment dans American Pie : Campus en folie où un concours est organisé entre les confréries Beta « BΔΞ » et les Geeks.
- La série télévisée Greek suit plusieurs fraternités et sororités américaines sur le campus universitaire imaginaire de Cyprus-Rhodes.
- La série de films d'horreur The Brotherhood met en scène des jeunes d'une confrérie étudiante, Delta Tau Omega, dont les membres pratiquent la magie noire.
- Dans le jeu vidéo Ghost Master, le joueur peut envoyer ses fantômes hanter, successivement, la maison de la sororité Kappa Lambda, puis celle de la fraternité Alpha Tau. Ces personnages ridicules sont par la suite récurrents dans le jeu, et constituent une parodie des fraternités étudiantes. Deux fantômes, Wendel et Tricia sont d'anciens membres de ces sociétés (respectivement le pitre de la classe qui s'est suicidé, et une cheerleader blonde très superficielle, morte en exécutant une figure).
- La première saison de Scream Queens se déroule à l'université Wallace et suit la sororité Kappa Kappa Tau dont les membres sont confrontés à une vague de meurtre. La saison met également en scène la fraternité Dickie Dollar Scholars.
- Dans le film Monstres Academy, les deux héros rejoignent une fraternité appelé Oozma Kappa.
- Dans Mademoiselle Détective, Molly une adolescente détective amateure infiltre une université ainsi qu'une sororité pour protéger une fille.
- Dans le film Nos pires voisins, le couple — Mac et Kelly — découvre que Delta Psi Beta, une fraternité d'étudiants connue pour mener des fêtes avec alcool et drogue, s'installe dans la maison à côté de chez eux. Le meneur charismatique, Teddy, espère que sa confrérie rejoindra le mur du panthéon des Delta. Même histoire dans Nos pires voisins 2 mais avec la sororité Kappa Nu et des filles qui veulent leur indépendance.

## Personnalités

### Personnalités connues issues de fraternité
- Neil Armstrong : Phi Delta Theta
- Bill Clinton : Alpha Phi Omega
- Harrison Ford : Sigma Nu
- Ashton Kutcher : Delta Chi

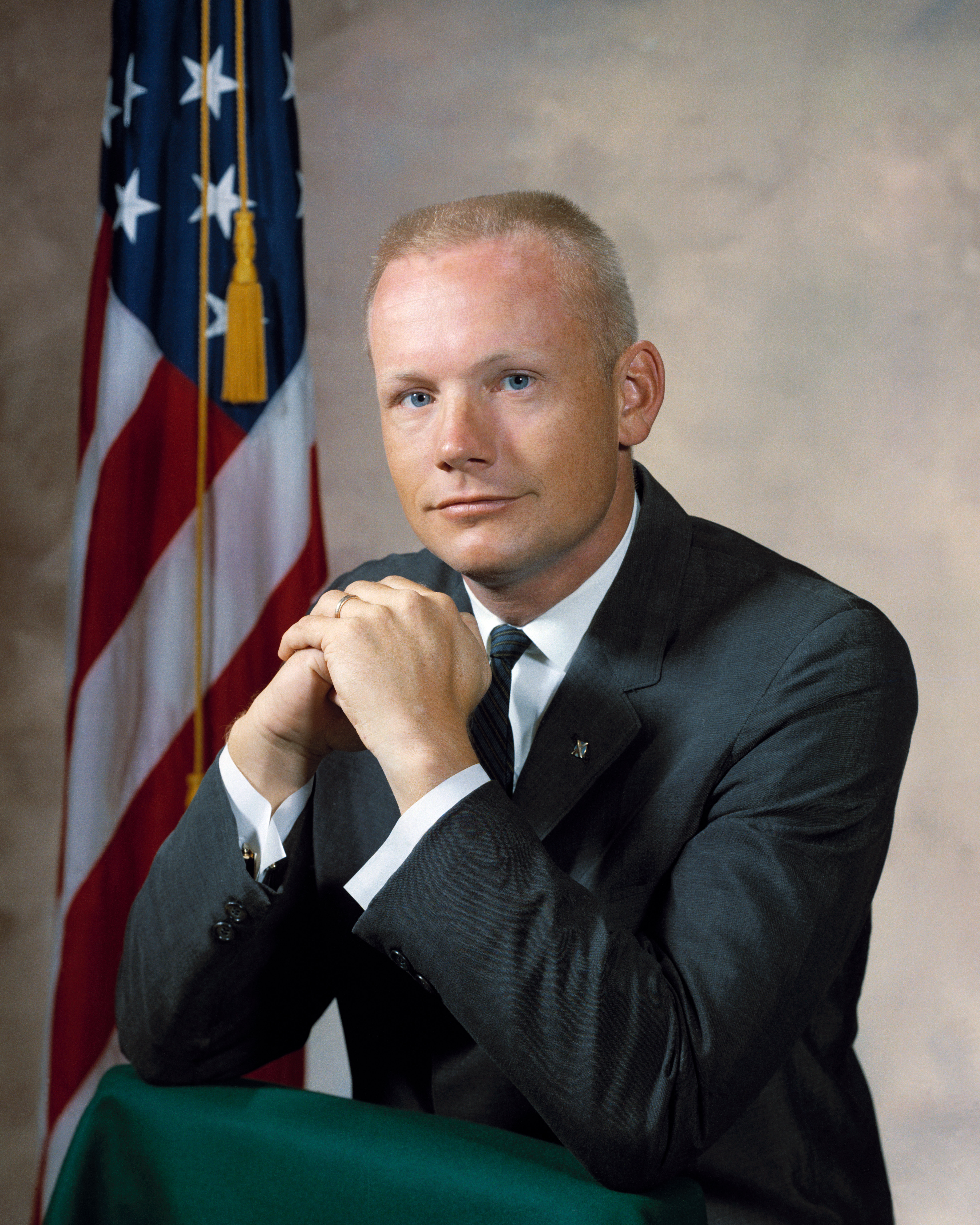
Neil Armstrong, premier homme à avoir posé le pied sur la lune, a été membre d'une fraternité.

- Martin Luther King : Alpha Phi Alpha
- Brad Pitt : Sigma Chi
- Elvis Presley : Tau Kappa Epsilon
- Ronald Reagan : Tau Kappa Epsilon
- Steven Spielberg : Theta Chi

### Personnalités connues issues de sororité

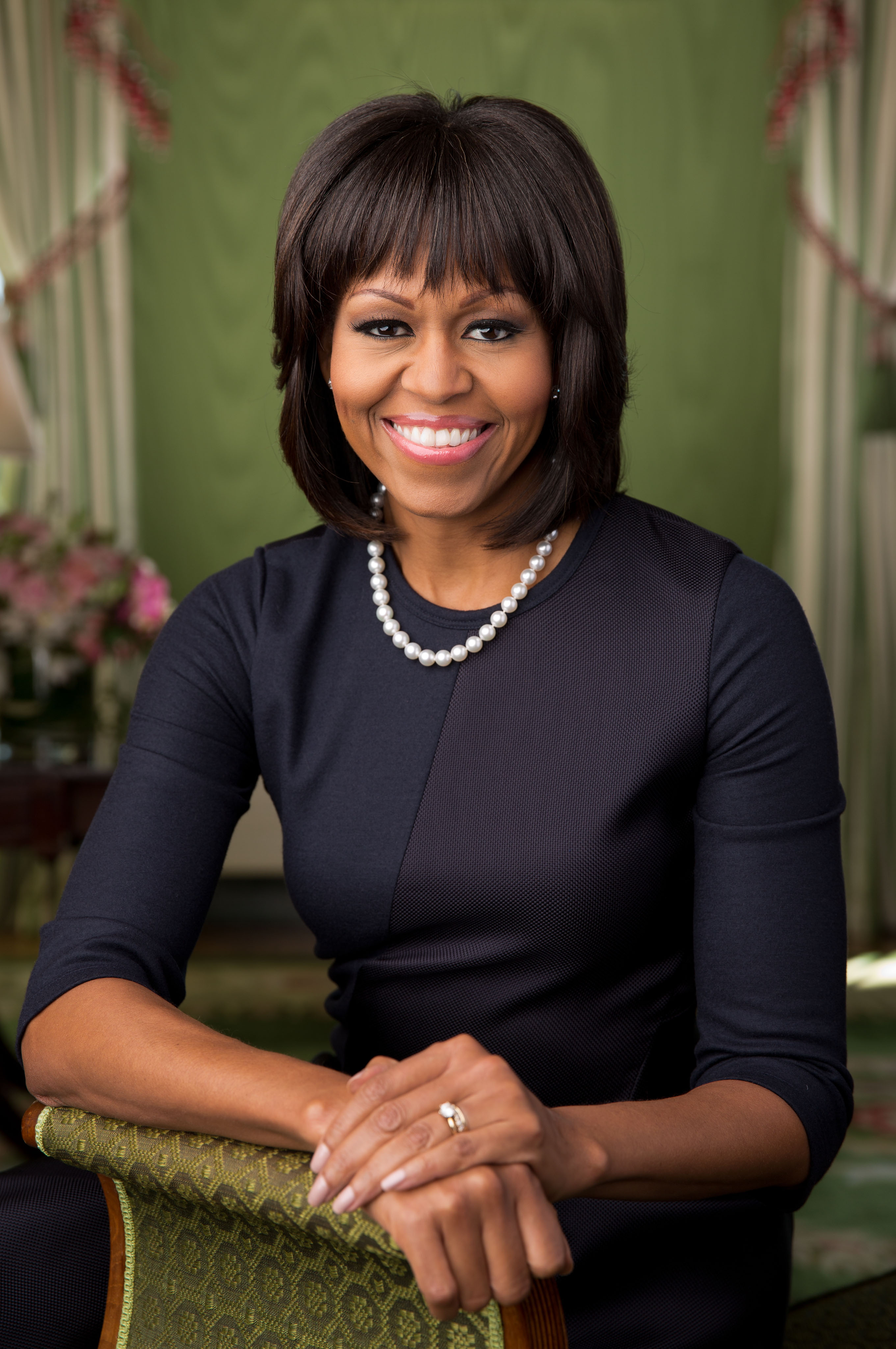
Michelle Obama, première dame des États-Unis de 2008 à 2017 a été membre d'une sororité.

- Elizabeth Banks : Delta Delta Delta
- Sophia Bush : Kappa Kappa Gamma
- Jennifer Garner : Pi Bêta Phi
- Jenna Dewan : Pi Bêta Phi
- Aretha Franklin : Delta Sigma Theta
- Kourtney Kardashian : Alpha Phi
- Alicia Keys : Alpha Kappa Alpha
- Meghan Markle : Kappa Kappa Gamma
- Michelle Obama : Alpha Kappa Alpha

## Termes utilisés dans les fraternités et sororités
- Alumni : lorsque les membres d'une fraternité ou sororité terminent leurs études, ils deviennent alumni et n'ont plus les mêmes obligations.
- Bid Night : soirée officielle de recrutement.
- Chapter : il s'agit d'une entité locale d'une fraternité ou sororité.
- Get-together : rencontre entre les membres de fraternité exclusivement, de sororité exclusivement ou de plusieurs fraternités et sororités.
- Mixer : rencontre entre les membres d'une fraternité et d'une sororité exclusivement
- Pledge : candidat qui a été accepté pour s'essayer à la greek life. On rejoint officiellement la fraternité/sororité lorsqu'on devient un membre actif.
- Pledge master : membre de la fraternité/sororité responsable du pledging qui s'assure entre autres que les pledges s'intègrent bien et réalisent leurs tâches.
- Rush : période de recrutement, où les candidats posent leur candidature et participent aux activités de recrutement.
- Social Chair : membre de la fraternité/sororité responsable d'organiser la vie sociale (entre autres organiser les mixers et les get-together).